# نورسسوند
نورسسوند (به سوئدی: Norsesund) یک منطقهٔ مسکونی در سوئد است که در شهر الینگساس واقع شده‌است. نورسسوند ۰٫۶۵ کیلومتر مربع مساحت و ۲۷۴ نفر جمعیت دارد.